# Lijst van spaceshuttlemissies

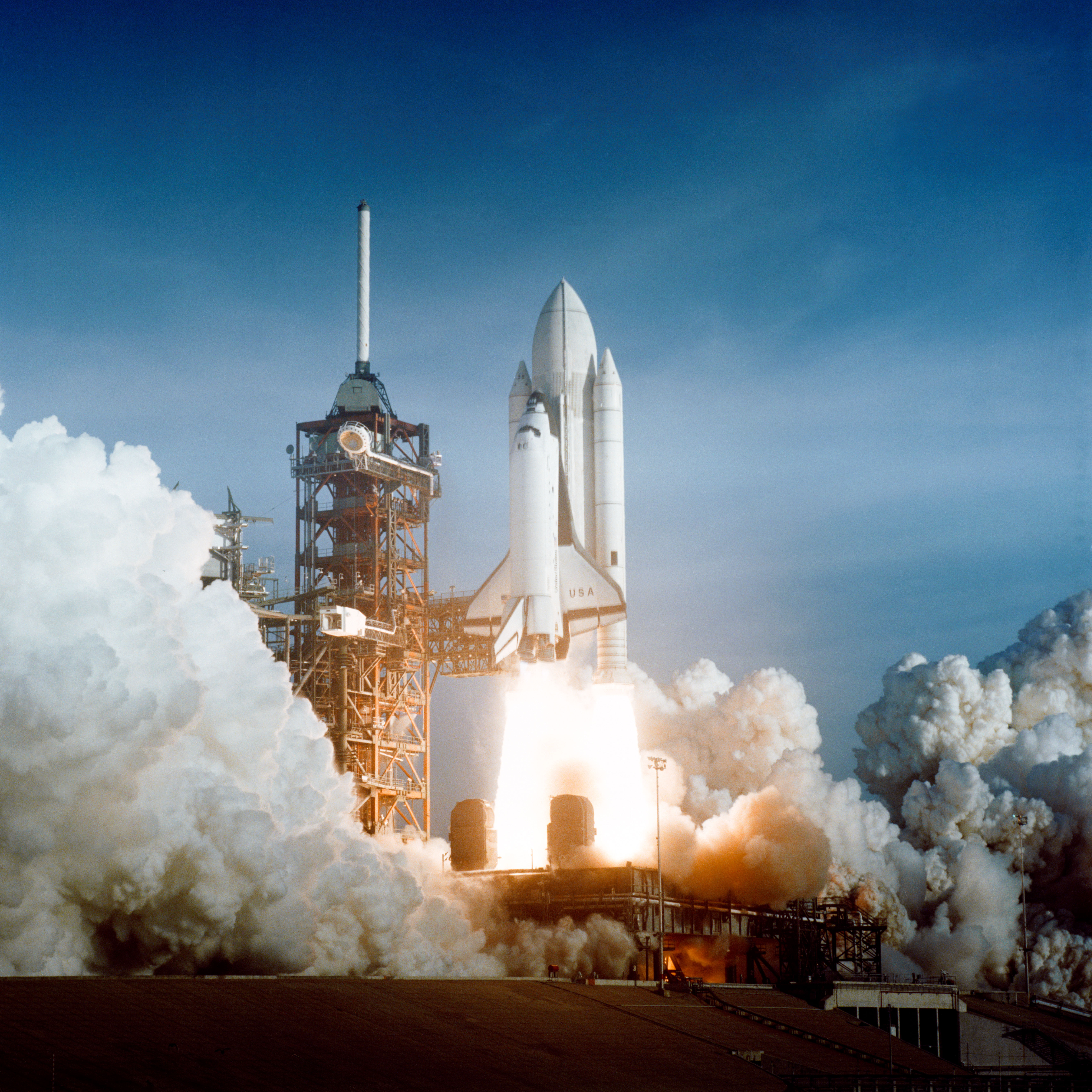
Eerste lancering van een ruimteveer, 1981

In dit artikel volgt een lijst van missies gevlogen door spaceshuttles.
Tot nu toe (2016) zijn alleen de Verenigde Staten erin geslaagd een bemand spaceshuttleprogramma op te zetten. De Sovjet-Unie heeft eind jaren tachtig gepoogd een eigen programma op te starten, maar slaagde daar niet in vanwege het hoge kostenplaatje. Ook de Europese ruimtevaartorganisatie ESA heeft plannen gehad om een eigen bemand ruimteveer te bouwen met de naam Hermes.

## Aanduiding van een missie
Missies van Amerikaanse spaceshuttles hebben al sinds 1981, het begin van het shuttletijdperk, een kenmerkende aanduiding. Het is echter zo dat de Amerikaanse ruimtevaartorganisatie NASA niet altijd hetzelfde systeem heeft gehanteerd om een missie een naam te geven.

### Eerste jaren
De officiële naam van het Amerikaanse ruimteveer is Space Transportation System, afgekort tot STS. Dit vormt het standaard voorvoegsel van elke shuttlemissie. De eerste negen missies kregen vervolgens gewoon een nummer, bijvoorbeeld STS-1: de allereerste missie. Zoals de NASA in het verleden altijd al had gedaan, kenden de Amerikanen de missiesnummers toe in lanceervolgorde. Mocht dus om een of andere reden STS-9 eerder komen te vliegen dan STS-8, dan zou STS-9 de aanduiding STS-8 krijgen, en vice versa.

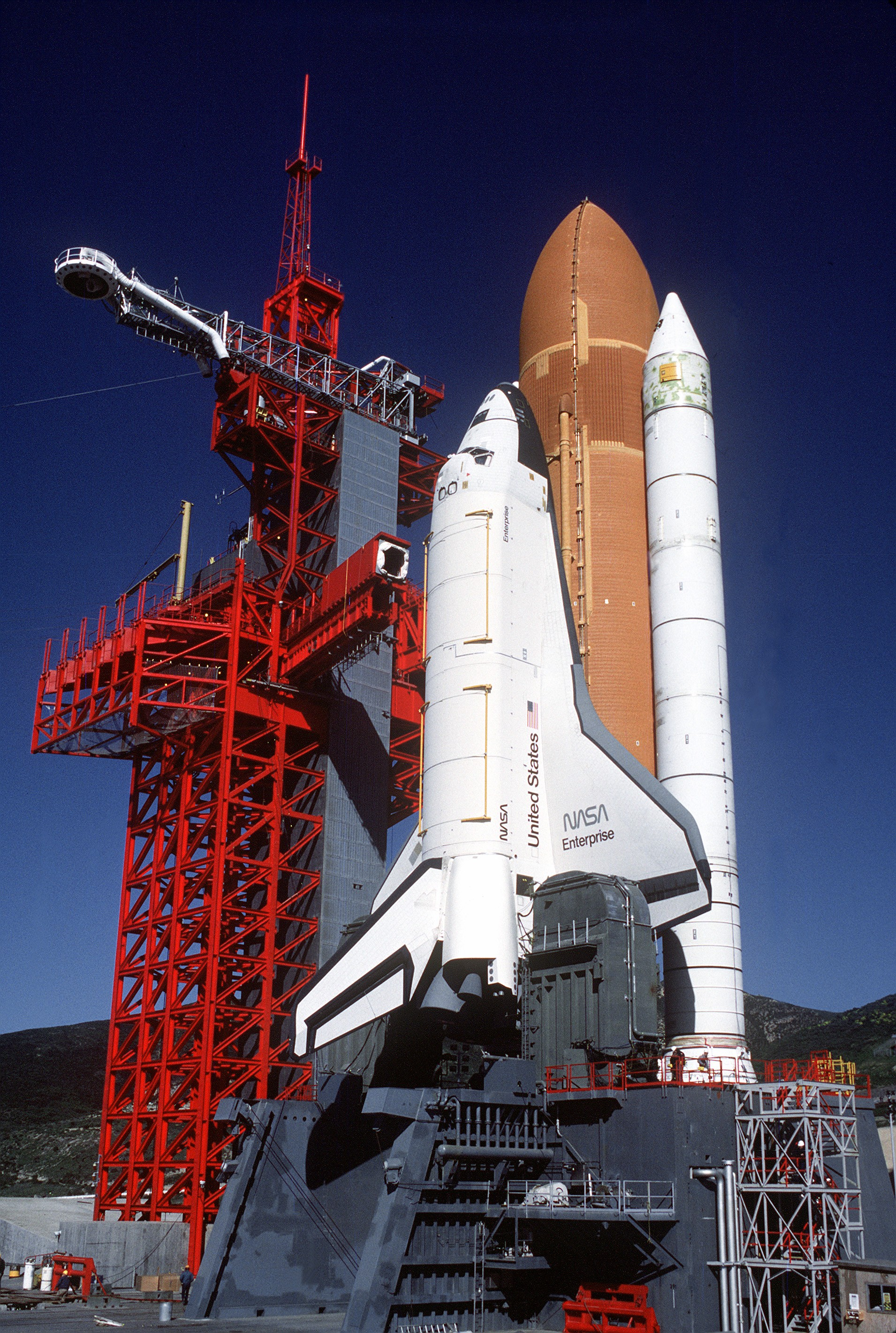
Ruimteveer Enterprise staat klaar op het lanceerplatform bij Vandenberg voor tests

### Midden jaren tachtig
De shuttle had zich na negen missies meer dan genoeg bewezen; de NASA vond het tijd om de ogen op de toekomst te richten. De toekomstplannen hielden onder meer in dat er ook shuttles vanuit lanceerbasis Vandenberg in Californië gelanceerd zouden worden - wat als voordeel had dat er ook polaire satellieten met de shuttle gelanceerd konden worden. Ging men door met het bekende systeem, dan kon men aan de hand van de benaming totaal niet weten waar en wanneer de missie gelanceerd werd. Het was tijd voor een nieuw systeem. In 1984 voerde de NASA dat systeem in.
Het voorvoegsel STS werd behouden. Nieuw was dat het eerste cijfer zou gaan verwijzen naar het fiscaal jaar sinds het begin van het shuttleprogramma. Een Amerikaans fiscaal jaar loopt van oktober tot en met september. Het tweede cijfer verwees naar de locatie van de lancering. Voor het Kennedy Space Center (KSC) was dit 1 en voor Vandenberg 2. Het geheel werd gecompleteerd door een koppelteken en een letter. De letter verwees naar de lanceervolgorde volgens de eerste planning. Deze kon dus afwijken van de daadwerkelijke volgorde door vertragingen en dergelijke.
Voorbeeld: missie STS-51-B. De 5 in deze missiebenaming staat voor het fiscale jaar van oktober 1984 tot en met september 1985. De 1 geeft aan dat de lancering plaatsvond vanaf het KSC en de B wijst erop dat de missie de tweede gefinancierde missie van dat fiscale jaar was. Uiteindelijk werd STS-51-B pas na STS-51-C en STS-51-D gevlogen; de volgorde van de aanduiding viel niet samen met de daadwerkelijke lanceervolgorde.
Andere voorbeelden: als het systeem zou zijn aangehouden, dan zou de derde vlucht vanaf KSC in het fiscaal jaar eindigend in september 1999 de aanduiding STS-191-C gekregen hebben en de eerste van het fiscaal jaar startend in oktober 2003 STS-241-A.

### De gevolgen van de ramp met de Challenger
Alles ging goed tot 28 januari 1986. De eerste missie die gelanceerd zou worden vanuit Californië kwam steeds dichterbij en maar liefst vijftien missies waren gepland in 1986. Alles liep op rolletjes en men hoopte de vijfentwintigste lancering van een ruimteveer feestelijk te kunnen vieren. Het tegengestelde gebeurde. 73 seconden na de lancering desintegreerde de Challenger en de bemanning kwam om het leven.
Alle missies werden uitgesteld tot het onderzoek naar de ramp was afgerond en eventuele aanpassingen aan de shuttle gedaan waren. De adviescommissie constateerde dat de ramp het gevolg was van onder andere miscommunicatie en laksheid bij de NASA. Het roer moest om. NASA schrapte enkele toekomstplannen, waaronder de plannen omtrent lanceerbasis Vandenberg. Mede hierdoor werd de oude aanduiding in ere hersteld. Als erfenis van het systeem tussen 1984 en 1986, werd de volgorde van de aanduiding echter niet langer veranderd als missies eerder of later kwamen te vliegen. Zo werd vlucht STS-107, die ook in een ramp eindigde, pas na de missies STS-108 tot en met STS-113 gevlogen.

### Reddingsmissies
Na de ramp met het ruimteveer Columbia in 2003, riep de NASA zogenaamde Launch on Need (LON) missies in het leven. Deze missies waren bedoeld om de bemanning van een spaceshuttle te redden, als hun eigen shuttle zodanig beschadigd zou zijn geraakt dat terugkeer te onveilig zou zijn. De LON-missies zijn nooit nodig geweest.
Voor STS-114 en STS-121, de eerste twee missies na de Columbiaramp, bestond de aanduiding STS-300 voor de reddingsmissie. Daarna ging NASA de reddingsmissies missiegebonden maken: STS-318 was bijvoorbeeld de reddingsmissie voor STS-117.
Sinds STS-124 is het niet meer nodig een reddingsmissie aan te duiden voor missies naar het internationaal ruimtestation ISS, omdat het ISS sinds die missie voldoende capaciteit heeft om de bemanning van een gestrande missie in leven te houden tot de volgende missie. Wel was er nog een reddingsmissie gepland voor de laatste missie naar de ruimtetelescoop Hubble, daar een eventueel gestrand ruimteveer in dat geval niet zou kunnen uitwijken naar het ISS. Daarnaast is een reddingsmissie voor de laatste shuttlemissie ook gepland.

## De lijst
Onderstaande lijst bevat alle vluchten van zowel het Amerikaanse als het kortstondige Russische programma, inclusief testvluchten door de Amerikaanse shuttle Enterprise.
Niet opgenomen in de lijst zijn vluchten waarbij een ruimteveer vervoerd werd boven op een Boeing 747 of Antonov An-225. In andere woorden: het ruimteveer moet ten minste gelanceerd geweest zijn of, in het geval van een Amerikaanse testvlucht, in een vrije vlucht geweest zijn om in de lijst opgenomen te worden. Over de Russische testvluchten met de Boeran is te weinig bekend.
| Kleurcodering                      |
| ---------------------------------- |
| Missie is verongelukt              |
| Missie met deelnemer uit Nederland |
| Missie met deelnemer uit België    |

| Nr.                              | Startdatum   | Jaar        | Aanduiding  | B           | Ruimteveer  | Duur        | Landingsplaats | Opmerkingen |
| Testmissies                      | Testmissies  | Testmissies | Testmissies | Testmissies | Testmissies | Testmissies | Testmissies    | Testmissies |
| -------------------------------- | ------------ | ----------- | ----------- | ----------- | ----------- | ----------- | -------------- | --- |
| (1)                              | 12 augustus  | 1977        | ALT-12      | 2           | Enterprise  | 0h 5m       | Edwards        | Eerste vrije vlucht van een spaceshuttle.                                                                                              |
| (2)                              | 13 september | 1977        | ALT-13      | 2           | Enterprise  | 0h 5m       | Edwards        | Tweede vrije vlucht. |
| (3)                              | 23 september | 1977        | ALT-14      | 2           | Enterprise  | 0h 5m       | Edwards        | Derde vrije vlucht. |
| (4)                              | 12 oktober   | 1977        | ALT-15      | 2           | Enterprise  | 0h 2m       | Edwards        | Vierde vrije vlucht; eerste vrije vlucht zonder staartkegel, in standaardconfiguratie.                                                 |
| (5)                              | 26 oktober   | 1977        | ALT-16      | 2           | Enterprise  | 0h 2m       | Edwards        | Vijfde en laatste vrije vlucht. |
| Gelanceerde missies              |              |             |             |             |             |             |                | |
| 1                                | 12 april     | 1981        | STS-1       | 2           | Columbia    | 2d 6h       | Edwards        | Eerste vlucht van een herbruikbaar ruimtevaartuig; eerste vlucht van Columbia.                                                         |
| 2                                | 12 november  | 1981        | STS-2       | 2           | Columbia    | 2d 6h       | Edwards        | Verkort door probleem met een brandstofcel. Eerste test van de Canadese robotarm Canadarm.                                             |
| 3                                | 22 maart     | 1982        | STS-3       | 2           | Columbia    | 8d 0h       | White Sands    | Derde testvlucht van de spaceshuttle. Nog altijd de enige missie die geland is op White Sands.                                         |
| 4                                | 27 juni      | 1982        | STS-4       | 2           | Columbia    | 7d 1h       | Edwards        | Vierde en laatste testvlucht; eerste satelliet van het United States Department of Defense (DoD).                                      |
| 5                                | 11 november  | 1982        | STS-5       | 4           | Columbia    | 5d 2h       | Edwards        | Lancering meerdere comsats; geplande ruimtewandeling geannuleerd wegens problemen met de pakken.                                       |
| 6                                | 4 april      | 1983        | STS-6       | 4           | Challenger  | 5d 0h       | Edwards        | Lancering van TDRS; eerste vlucht van Challenger; eerste ruimtewandeling spaceshuttleprogramma.                                        |
| 7                                | 18 juni      | 1983        | STS-7       | 5           | Challenger  | 6d 2h       | Edwards        | Eerste Amerikaanse vrouw in de ruimte (Sally Ride); lancering meerdere comsats; eerste lancering SPAS.                                 |
| 8                                | 30 augustus  | 1983        | STS-8       | 5           | Challenger  | 6d 1h       | Edwards        | Lancering comsat, eerste Afro-Amerikaan in de ruimte (Guion Bluford); tests robotarm met PFTA.                                         |
| 9                                | 28 november  | 1983        | STS-9       | 6           | Columbia    | 10d 7h      | Edwards        | Eerste Spacelab-missie; laatste vlucht Columbia tot 1986 vanwege grote onderhoudsbeurt.                                                |
| 10                               | 3 februari   | 1984        | STS-41-B    | 5           | Challenger  | 7d 23h      | KSC            | Lancering comsats, eerste onbedrade ruimtewandeling (EVA) met MMU; eerste landing KSC.                                                 |
| 11                               | 6 april      | 1984        | STS-41-C    | 5           | Challenger  | 6d 23h      | Edwards        | Eerste servicebeurt van een satelliet (Solar Max), lancering LDEF.                                                                     |
| 12                               | 30 augustus  | 1984        | STS-41-D    | 6           | Discovery   | 6d 0h       | Edwards        | Lancering meerdere comsats; eerste vlucht Discovery, test van zonnepaneel OAST-1.                                                      |
| 13                               | 5 oktober    | 1984        | STS-41-G    | 7           | Challenger  | 8d 5h       | KSC            | Lancering ERBS; voor het eerst twee vrouwen in de ruimte; eerste vrouwelijke Amerikaanse ruimtewandelaar.                              |
| 14                               | 8 november   | 1984        | STS-51-A    | 5           | Discovery   | 7d 23h      | KSC            | Lancering meerdere comsats; terughalen van twee comsats: werden gerestaureerd en opnieuw gelanceerd.                                   |
| 15                               | 24 januari   | 1985        | STS-51-C    | 5           | Discovery   | 3d 1h       | KSC            | Eerste geheime lading van het DoD; lancering van satelliet Magnum.                                                                     |
| 16                               | 12 april     | 1985        | STS-51-D    | 7           | Discovery   | 6d 23h      | KSC            | Lancering meerdere comsats; eerste lancering van een actief politicus; eerste onvoltooide EVA van programma.                           |
| 17                               | 29 april     | 1985        | STS-51-B    | 7           | Challenger  | 7d 0h       | Edwards        | Spacelab-missie; lancering van eerste in Nederland geboren astronaut: Lodewijk van den Berg.                                           |
| 18                               | 17 juni      | 1985        | STS-51-G    | 7           | Discovery   | 7d 1h       | Edwards        | Lancering meerdere comsats. |
| 19                               | 29 juli      | 1985        | STS-51-F    | 7           | Challenger  | 7d 22h      | Edwards        | Spacelab-missie; enige missie waarbij een Abort to Orbit nodig was bij de lancering door een falende motor.                            |
| 20                               | 27 augustus  | 1985        | STS-51-I    | 5           | Discovery   | 7d 2h       | Edwards        | Lancering meerdere comsats; redding van de satelliet Syncom F3 (Leasat-3).                                                             |
| 21                               | 3 oktober    | 1985        | STS-51-J    | 5           | Atlantis    | 4d 1h       | Edwards        | Tweede geheime DoD-satelliet; lancering satelliet DSCS; eerste vlucht Atlantis.                                                        |
| 22                               | 30 oktober   | 1985        | STS-61-A    | 8           | Challenger  | 7d 0h       | Edwards        | Spacelab-missie; eerste Nederlander in de ruimte: Wubbo Ockels.                                                                        |
| 23                               | 26 november  | 1985        | STS-61-B    | 7           | Atlantis    | 6d 21h      | Edwards        | Lancering meerdere comsats; EASE/ACCESS experiment.                                                                                    |
| 24                               | 12 januari   | 1986        | STS-61-C    | 7           | Columbia    | 6d 1h       | Edwards        | Lancering van een comsat, vlucht van Congreslid Bill Nelson.                                                                           |
| 25                               | 28 januari   | 1986        | STS-51-L    | 7           | Challenger  | 73sec       | -              | Geplande lancering TDRS; Teacher in Space vlucht; bemanning vindt de dood bij mislukte lancering.                                      |
| 26                               | 29 september | 1988        | STS-26      | 5           | Discovery   | 4d 1h       | Edwards        | Lancering TDRS; eerste vlucht na de ramp met de Challenger.                                                                            |
|                                  | 15 november  | 1988        | 1K1         | -           | Boeran 1.01 | 3h 25 m     | Bajkonoer      | Onbemande Russische testvlucht. |
| 27                               | 2 december   | 1988        | STS-27      | 5           | Atlantis    | 4d 9h       | Edwards        | Derde geheime lading van het DoD; lancering Lacrosse 1.                                                                                |
| 28                               | 13 maart     | 1989        | STS-29      | 5           | Discovery   | 4d 23h      | Edwards        | Lancering van een TDRS. |
| 29                               | 4 mei        | 1989        | STS-30      | 5           | Atlantis    | 4d 0h       | Edwards        | Lancering van de Magellan, een ruimtevaartuig naar Venus.                                                                              |
| 30                               | 8 augustus   | 1989        | STS-28      | 5           | Columbia    | 5d 1h       | Edwards        | Vierde geheime lading van het DoD; lancering Satellite Data System.                                                                    |
| 31                               | 18 oktober   | 1989        | STS-34      | 5           | Atlantis    | 4d 23h      | Edwards        | Lancering van Galileo, die op weg ging naar Jupiter.                                                                                   |
| 32                               | 22 november  | 1989        | STS-33      | 5           | Discovery   | 5d 0h       | Edwards        | Vijfde geheime lading van het DoD; lancering satelliet Magnum.                                                                         |
| 33                               | 9 januari    | 1990        | STS-32      | 5           | Columbia    | 10d 21h     | Edwards        | Lancering van de Syncom IV-F5; terughalen van LDEF (gelanceerd door STS-41-C).                                                         |
| 34                               | 28 februari  | 1990        | STS-36      | 5           | Atlantis    | 4d 10h      | Edwards        | Zesde geheime lading van het DoD; lancering van Misty.                                                                                 |
| 35                               | 24 april     | 1990        | STS-31      | 5           | Discovery   | 5d 1h       | Edwards        | Lancering van de Hubble Space Telescope.                                                                                               |
| 36                               | 6 oktober    | 1990        | STS-41      | 5           | Discovery   | 4d 2h       | Edwards        | Lancering van zonneobservatorium Ulysses.                                                                                              |
| 37                               | 15 november  | 1990        | STS-38      | 5           | Atlantis    | 4d 21h      | KSC            | Zevende geheime lading van het DoD; lancering van een Magnum-satelliet.                                                                |
| 38                               | 2 december   | 1990        | STS-35      | 7           | Columbia    | 8d 23h      | Edwards        | Gebruik van observatorium ASTRO-1. Meest vertraagde lancering van alle spaceshuttlemissies tot op heden.                               |
| 39                               | 5 april      | 1991        | STS-37      | 5           | Atlantis    | 5d 23h      | Edwards        | Lancering van het Compton Gamma Ray Observatory.                                                                                       |
| 40                               | 28 april     | 1991        | STS-39      | 7           | Discovery   | 8d 7h       | KSC            | Eerste niet-geheime DoD-missie; miliraire wetenschapsexperimenten.                                                                     |
| 41                               | 5 juni       | 1991        | STS-40      | 7           | Columbia    | 9d 2h       | Edwards        | Spacelab-missie. |
| 42                               | 2 augustus   | 1991        | STS-43      | 5           | Atlantis    | 8d 21h      | KSC            | Lancering van een TDRS. |
| 43                               | 12 september | 1991        | STS-48      | 5           | Discovery   | 5d 8h       | Edwards        | Lancering van de Upper Atmosphere Research Satellite.                                                                                  |
| 44                               | 24 november  | 1991        | STS-44      | 6           | Atlantis    | 6d 22h      | Edwards        | Lancering van een DSP-satelliet. |
| 45                               | 22 januari   | 1992        | STS-42      | 7           | Discovery   | 8d 1h       | Edwards        | Spacelab-missie |
| 46                               | 24 maart     | 1992        | STS-45      | 7           | Atlantis    | 8d 22h      | KSC            | Onderzoek met behulp van ATLAS-1; vlucht van eerste Belgische astronaut: Dirk Frimout.                                                 |
| 47                               | 7 mei        | 1992        | STS-49      | 7           | Endeavour   | 8d 21h      | Edwards        | Reparatie van Intelsat VI; eerste vlucht van Endeavour; eerste ruimtewandeling van drie personen.                                      |
| 48                               | 25 juni      | 1992        | STS-50      | 7           | Columbia    | 13d 19h     | KSC            | Spacelab-missie |
| 49                               | 31 juli      | 1992        | STS-46      | 7           | Atlantis    | 7d 23h      | KSC            | Lancering van EURECA (European Retrievable Carrier) en het Tethered Satellite System (TSS).                                            |
| 50                               | 12 september | 1992        | STS-47      | 7           | Endeavour   | 7d 22h      | KSC            | Spacelab-missie |
| 51                               | 22 oktober   | 1992        | STS-52      | 6           | Columbia    | 9d 20h      | KSC            | Lancering LAGEOS II; experimenten in microzwaartekracht.                                                                               |
| 52                               | 2 december   | 1992        | STS-53      | 5           | Discovery   | 7d 7h       | Edwards        | Geheime lading van het DoD. |
| 53                               | 13 januari   | 1993        | STS-54      | 5           | Endeavour   | 5d 23h      | KSC            | Lancering van een TDRS. |
| 54                               | 8 april      | 1993        | STS-56      | 5           | Discovery   | 9d 6h       | KSC            | Onderzoek met ATLAS-2. |
| 55                               | 26 april     | 1993        | STS-55      | 7           | Columbia    | 9d 23h      | Edwards        | Spacelab-missie |
| 56                               | 21 juni      | 1993        | STS-57      | 6           | Endeavour   | 9d 23h      | KSC            | SPACEHAB-missie; terughalen van EURECA.                                                                                                |
| 57                               | 12 september | 1993        | STS-51      | 5           | Discovery   | 9d 20h      | KSC            | Lancering satelliet ACTS. |
| 58                               | 18 oktober   | 1993        | STS-58      | 7           | Columbia    | 14d 0h      | Edwards        | Spacelab-missie |
| 59                               | 2 december   | 1993        | STS-61      | 7           | Endeavour   | 10d 19h     | KSC            | Eerste servicemissie aan de Hubble Space Telescope.                                                                                    |
| 60                               | 3 februari   | 1994        | STS-60      | 6           | Discovery   | 7d 6h       | KSC            | Eerste Rus aan boord van een spaceshuttle; SPACEHAB-missie; missie met Wake Shield Facility                                            |
| 61                               | 4 maart      | 1994        | STS-62      | 5           | Columbia    | 13d 23h     | KSC            | Experimenten in microzwaartekracht. |
| 62                               | 9 april      | 1994        | STS-59      | 6           | Endeavour   | 11d 5h      | KSC            | Space Radar Laboratory-1. |
| 63                               | 8 juli       | 1994        | STS-65      | 7           | Columbia    | 14d 17h     | KSC            | Spacelab-missie |
| 64                               | 9 september  | 1994        | STS-64      | 6           | Discovery   | 10d 22h     | Edwards        | Meerdere wetenschappelijke experimenten; SPARTAN aan boord.                                                                            |
| 65                               | 30 september | 1994        | STS-68      | 6           | Endeavour   | 11d 5h      | Edwards        | Space Radar Laboratory-2 |
| 66                               | 3 november   | 1994        | STS-66      | 6           | Atlantis    | 10d 22h     | Edwards        | Onderzoek met ATLAS-3. |
| 67                               | 3 februari   | 1995        | STS-63      | 6           | Discovery   | 8d 6h       | KSC            | Near-Mir-missie met vlucht rond het Russische ruimtestation Mir; eerste vrouwelijke piloot.                                            |
| 68                               | 2 maart      | 1995        | STS-67      | 7           | Endeavour   | 16d 15h     | Edwards        | Onderzoek met ASTRO-2. |
| 69                               | 27 juni      | 1995        | STS-71      | 7/8         | Atlantis    | 9d 19h      | KSC            | Eerste keer dat een shuttle aan Mir koppelt; twee bemanningsleden afgeleverd en drie teruggehaald.                                     |
| 70                               | 13 juli      | 1995        | STS-70      | 5           | Discovery   | 8d 22h      | KSC            | Lancering van een TDRS. |
| 71                               | 7 september  | 1995        | STS-69      | 5           | Endeavour   | 10d 20h     | KSC            | Missie met Wake Shield Facility en SPARTAN.                                                                                            |
| 72                               | 20 oktober   | 1995        | STS-73      | 7           | Columbia    | 15d 21h     | KSC            | Spacelab-missie |
| 73                               | 12 november  | 1995        | STS-74      | 5           | Atlantis    | 8d 4h       | KSC            | Koppeling van de shuttle met Mir. |
| 74                               | 11 januari   | 1996        | STS-72      | 6           | Endeavour   | 8d 22h      | KSC            | Haalde de Japanse satelliet Space Flyer Unit terug.                                                                                    |
| 75                               | 22 februari  | 1996        | STS-75      | 7           | Columbia    | 15d 17h     | KSC            | Vlucht met TSS. |
| 76                               | 22 maart     | 1996        | STS-76      | 6/5         | Atlantis    | 9d 5h       | KSC            | Koppeling van shuttle met Mir; bemanningslid afgeleverd.                                                                               |
| 77                               | 19 mei       | 1996        | STS-77      | 6           | Endeavour   | 10d 0h      | KSC            | SPACEHAB, SPARTAN |
| 78                               | 20 juni      | 1996        | STS-78      | 7           | Columbia    | 16d 21h     | KSC            | Spacelab-missie |
| 79                               | 16 september | 1996        | STS-79      | 6           | Atlantis    | 10d 3h      | KSC            | Koppeling shuttle met Mir; één bemanningslid uitgewisseld.                                                                             |
| 80                               | 19 november  | 1996        | STS-80      | 5           | Columbia    | 17d 15h     | KSC            | Ladingen: Wake Shield Facility, ASTRO-SPAS.                                                                                            |
| 81                               | 12 januari   | 1997        | STS-81      | 6           | Atlantis    | 10d 4h      | KSC            | Koppeling shuttle met Mir; één bemanningslid uitgewisseld.                                                                             |
| 82                               | 11 februari  | 1997        | STS-82      | 7           | Discovery   | 9d 23h      | KSC            | Tweede servicebeurt aan de Hubble Space Telescope.                                                                                     |
| 83                               | 4 april      | 1997        | STS-83      | 7           | Columbia    | 3d 23h      | KSC            | Sterk verkort door een probleem met een brandstofcel. Drie maanden later opnieuw gevlogen als STS-94.                                  |
| 84                               | 15 mei       | 1997        | STS-84      | 7           | Atlantis    | 9d 5h       | KSC            | Koppeling shuttle aan Mir; één bemanningslid uitgewisseld.                                                                             |
| 85                               | 1 juli       | 1997        | STS-94      | 7           | Columbia    | 15d 16h     | KSC            | Spacelab-missie. Zelfde doelstellingen als missie STS-83; nu zonder problemen.                                                         |
| 86                               | 7 augustus   | 1997        | STS-85      | 6           | Discovery   | 11d 20h     | KSC            | Lading: CRISTA-SPAS. |
| 87                               | 25 september | 1997        | STS-86      | 6           | Atlantis    | 10d 19h     | KSC            | Koppeling shuttle aan Mir; één bemanningslid uitgewisseld.                                                                             |
| 88                               | 19 november  | 1997        | STS-87      | 6           | Columbia    | 15d 16h     | KSC            | Experimenten in microzwaartekracht. |
| 89                               | 22 januari   | 1998        | STS-89      | 7           | Endeavour   | 8d 19h      | KSC            | Koppeling shuttle aan Mir; één bemanningslid uitgewisseld.                                                                             |
| 90                               | 17 april     | 1998        | STS-90      | 7           | Columbia    | 15d 21h     | KSC            | Spacelab-missie |
| 91                               | 2 juni       | 1998        | STS-91      | 6/7         | Discovery   | 9d 19h      | KSC            | Laatste koppeling van shuttle aan Mir; bemanningslid teruggehaald.                                                                     |
| 92                               | 29 oktober   | 1998        | STS-95      | 7           | Discovery   | 8d 21h      | KSC            | SPACEHAB-missie; 77-jarige John Glenn gaat weer de ruimte in en wordt de oudste ruimtevaarder ooit.                                    |
| 93                               | 4 december   | 1998        | STS-88      | 6           | Endeavour   | 11d 19h     | KSC            | ISS-assemblagevlucht 2A: Node 1. |
| 94                               | 27 mei       | 1999        | STS-96      | 7           | Discovery   | 9d 19h      | KSC            | Bevoorrading van het ISS. |
| 95                               | 23 juli      | 1999        | STS-93      | 5           | Columbia    | 4d 22h      | KSC            | Lancering van het Chandra X-ray Observatory. Eerste vrouwelijke commandant.                                                            |
| 96                               | 19 december  | 1999        | STS-103     | 7           | Discovery   | 7d 23h      | KSC            | Derde servicebeurt aan de Hubble Space Telescope.                                                                                      |
| 97                               | 11 februari  | 2000        | STS-99      | 6           | Endeavour   | 11d 5h      | KSC            | Shuttle Radar Topography-missie |
| 98                               | 19 mei       | 2000        | STS-101     | 7           | Atlantis    | 9d 21h      | KSC            | Bevoorrading ISS. |
| 99                               | 8 september  | 2000        | STS-106     | 7           | Atlantis    | 11d 19h     | KSC            | Bevoorrading ISS. |
| 100                              | 11 oktober   | 2000        | STS-92      | 7           | Discovery   | 12d 21h     | Edwards        | ISS-assemblagevlucht 3A: Z1 truss |
| 101                              | 30 november  | 2000        | STS-97      | 5           | Endeavour   | 10d 19h     | KSC            | ISS-assemblagevlucht 4A: P6 zonnepanelen en radiatoren.                                                                                |
| 102                              | 7 februari   | 2001        | STS-98      | 5           | Atlantis    | 12d 21h     | Edwards        | ISS-assemblagevlucht 5A: Destiny-laboratorium.                                                                                         |
| 103                              | 8 maart      | 2001        | STS-102     | 7           | Discovery   | 12d 19h     | KSC            | Bevoorrading ISS, uitwisselen bemanningsleden.                                                                                         |
| 104                              | 19 april     | 2001        | STS-100     | 7           | Endeavour   | 11d 21h     | Edwards        | ISS-assemblagevlucht 6A: robotarm Canadarm2.                                                                                           |
| 105                              | 12 juli      | 2001        | STS-104     | 5           | Atlantis    | 12d 18h     | KSC            | ISS-assemblagevlucht 7A: installatie van de luchtsluis Quest Joint Airlock.                                                            |
| 106                              | 10 augustus  | 2001        | STS-105     | 7           | Discovery   | 11d 21h     | KSC            | Bevoorrading ISS; uitwisselen bemanningsleden.                                                                                         |
| 107                              | 5 december   | 2001        | STS-108     | 7           | Endeavour   | 11d 19h     | KSC            | Bevoorrading ISS; uitwisselen bemanningsleden.                                                                                         |
| 108                              | 1 maart      | 2002        | STS-109     | 7           | Columbia    | 10d 22h     | KSC            | Vierde servicebeurt aan de Hubble Space Telescope; laatste succesvolle missie van Columbia.                                            |
| 109                              | 8 april      | 2002        | STS-110     | 7           | Atlantis    | 10d 19h     | KSC            | ISS-assemblagevlucht 8A: S0 truss |
| 110                              | 5 juni       | 2002        | STS-111     | 7           | Endeavour   | 13d 20h     | Edwards        | Bevoorrading ISS; uitwisselen bemanningsleden; installatie Mobile Base System (onderdeel Canadarm2).                                   |
| 111                              | 7 oktober    | 2002        | STS-112     | 6           | Atlantis    | 10d 19h     | KSC            | ISS-assemblagevlucht 9A: S1 truss |
| 112                              | 23 november  | 2002        | STS-113     | 7           | Endeavour   | 13d 18h     | KSC            | ISS-assemblagevlucht 11A: P1 truss; uitwisselen bemanningsleden.                                                                       |
| 113                              | 16 januari   | 2003        | STS-107     | 7           | Columbia    | 15d 22h     | -              | SPACEHAB; bemanning omgekomen tijdens de afdaling naar het KSC door een falend hitteschild.                                            |
| 114                              | 26 juli      | 2005        | STS-114     | 7           | Discovery   | 13d 21h     | Edwards        | Eerste missie na de rampmissie van Columbia. Testen van reparatiemethoden; bevoorrading ISS.                                           |
| 115                              | 4 juli       | 2006        | STS-121     | 7/6         | Discovery   | 12d 18h     | KSC            | ISS-vlucht ULF1.1: bevoorrading en afleveren van bemanningslid.                                                                        |
| 116                              | 9 september  | 2006        | STS-115     | 6           | Atlantis    | 11d 19h     | KSC            | ISS-assemblagevlucht 12A: P3/P4 Truss (zonnepanelen).                                                                                  |
| 117                              | 9 december   | 2006        | STS-116     | 7           | Discovery   | 12d 21h     | KSC            | ISS-assemblagevlucht 12A.1: P5 Truss, uitwisselen bemanningslid.                                                                       |
| 118                              | 8 juni       | 2007        | STS-117     | 7           | Atlantis    | 13d 20h     | Edwards        | ISS-assemblagevlucht 13A: S3/S4 Truss (zonnepanelen), uitwisselen bemanningslid.                                                       |
| 119                              | 8 augustus   | 2007        | STS-118     | 7           | Endeavour   | 12d 18h     | KSC            | ISS-assemblagevlucht 13A.1: S5 Truss; eerste gebruik van Station-to-Shuttle Power Transfer System.                                     |
| 120                              | 23 oktober   | 2007        | STS-120     | 7           | Discovery   | 15d 2h      | KSC            | ISS-assemblagevlucht 10A: module Harmony, uitwisselen bemanningslid.                                                                   |
| 121                              | 7 februari   | 2008        | STS-122     | 7           | Atlantis    | 12d 18h     | KSC            | ISS-assemblagevlucht 1E: laboratorium Columbus, uitwisselen bemanningslid.                                                             |
| 122                              | 11 maart     | 2008        | STS-123     | 7           | Endeavour   | 15d 18h     | KSC            | ISS-assemblagevlucht 1J/A: JEM, uitwisselen bemanningslid.                                                                             |
| 123                              | 31 mei       | 2008        | STS-124     | 7           | Discovery   | 13d 18h     | KSC            | ISS-assemblagevlucht 1J: Onderdeel van de JEM - Kibo                                                                                   |
| 124                              | 14 november  | 2008        | STS-126     | 7           | Endeavour   | 15d 20h     | Edwards        | ISS-assemblagevlucht ULF2: bevoorrading ISS, uitwisselen bemanningslid.                                                                |
| 125                              | 15 maart     | 2009        | STS-119     | 7           | Discovery   | 12d 19h     | KSC            | ISS-assemblagevlucht 15A: S6 Truss (zonnepanelen)                                                                                      |
| 126                              | 11 mei       | 2009        | STS-125     | 7           | Atlantis    | 12d 21h     | Edwards        | Laatste servicebeurt aan de Hubble Space Telescope. Laatste vlucht die niet naar het ISS gaat.                                         |
| 127                              | 15 juli      | 2009        | STS-127     | 7           | Endeavour   | 15d 16h     | KSC            | ISS-assemblagevlucht 2J/A: installatie Japanse JEM Exposed Facility (EF) & JEM ELM ES.                                                 |
| 128                              | 28 augustus  | 2009        | STS-128     | 7           | Discovery   | 13d 20h     | Edwards        | ISS-assemblagevlucht 17A; bevoorrading ISS: extra materialen om zeskoppige ISS-bemanning toe te staan.                                 |
| 129                              | 16 november  | 2009        | STS-129     | 6/7         | Atlantis    | 10d 19h     | KSC            | ISS-assemblagevlucht ULF3: EXPRESS Logistics Carriers (ELC) 1 en 2.                                                                    |
| 130                              | 8 februari   | 2010        | STS-130     | 6           | Endeavour   | 13d 18h     | KSC            | ISS-assemblagevlucht 20A: Node 3 en Cupola.                                                                                            |
| 131                              | 5 april      | 2010        | STS-131     | 7           | Discovery   | 15d 2h      | KSC            | ISS-assemblagevlucht ULF4: bevoorrading.                                                                                               |
| 132                              | 14 mei       | 2010        | STS-132     | 6           | Atlantis    | 11d 18h     | KSC            | ISS-assemblagevlucht 19A: Mini-Research Module 1.                                                                                      |
| 133                              | 24 februari  | 2011        | STS-133     | 6           | Discovery   | 12d 19h     | KSC            | ISS-assemblagevlucht ULF5: ELC4, PMM, Leonardo. Laatste vlucht van Discovery.                                                          |
| 134                              | 16 mei       | 2011        | STS-134     | 6           | Endeavour   | 15d 17h     | KSC            | ISS-assemblagevlucht ULF6: ELC3, ROEU, Alpha Magnetic Spectrometer. Laatste vlucht van Endeavour.                                      |
| 135                              | 8 juli       | 2011        | STS-135     | 4           | Atlantis    | 12d 18h     | KSC            | ISS-assemblagevlucht ULF7: Raffaello multipurpose logistics module. Laatste vlucht van Atlantis; laatste vlucht spaceshuttleprogramma. |
| Onnodig gebleken reddingsmissies |              |             |             |             |             |             |                | |
| *                                | -            | 2005 2006   | STS-300     |             | Atlantis    | ~11d        |                | Reddingsmissie voor beschadigde c.q. gestrande Discovery tijdens missie STS-114 en STS-121.                                            |
| *                                | -            | 2006        | STS-301     |             | Discovery   | ~11d        |                | Reddingsmissie voor beschadigde c.q. gestrande Atlantis tijdens missie STS-115.                                                        |
| *                                | -            | 2007        | STS-317     |             | Atlantis    | ~11d        |                | Reddingsmissie voor beschadigde c.q. gestrande Discovery tijdens missie STS-116.                                                       |
| *                                | -            | 2007        | STS-318     |             | Endeavour   | ~11d        |                | Reddingsmissie voor beschadigde c.q. gestrande Atlantis tijdens missie STS-117.                                                        |
| *                                | -            | 2007        | STS-322     |             | Discovery   | ~11d        |                | Reddingsmissie voor beschadigde c.q. gestrande Endeavour tijdens missie STS-118.                                                       |
| *                                | -            | 2007        | STS-320     |             | Atlantis    | ~11d        |                | Reddingsmissie voor beschadigde c.q. gestrande Discovery tijdens missie STS-120.                                                       |
| *                                | -            | 2008        | STS-323     |             | Discovery   | ~11d        |                | Reddingsmissie voor beschadigde c.q. gestrande Atlantis tijdens missie STS-122.                                                        |
| *                                | -            | 2008        | STS-324     |             | Discovery   | ~11d        |                | Reddingsmissie voor beschadigde c.q. gestrande Endeavour tijdens missie STS-123.                                                       |
| *                                | -            | 2008        | STS-326     |             | Endeavour   | ~11d        |                | Reddingsmissie voor beschadigde c.q. gestrande Discovery tijdens missie STS-124.                                                       |
| *                                | -            | 2008        | STS-319     |             | Discovery   | ~14d        |                | Reddingsmissie voor beschadigde c.q. gestrande Endeavour tijdens missie STS-126.                                                       |
| *                                | -            | 2009        | STS-400     |             | Endeavour   | ~11d        |                | Reddingsmissie voor beschadigde c.q. gestrande Atlantis tijdens missie STS-125.                                                        |